# Kurt Nachod
Kurt Nachod (Brno, 8 marzo 1890 – Italia, 11 maggio 1918) è stato un aviatore austro-ungarico.
Kurt Nachod fu un asso dell'aviazione dell'Impero austro-ungarico, che ottenne cinque vittorie nella prima guerra mondiale.

## Biografia e prima guerra mondiale
Kurt Nachod nacque l'8 marzo 1890 a Brno, in una ricca famiglia dei Sudeti. Alle scuole superiori imparo l'inglese oltre al ceco, il francese e lo spagnolo. Prestà servizio militare prima del 1914, ma entrò volontariamente nell'esercito allo scoppio della guerra mondiale come grande appassionato ed esperto di automobili. Nel 1915 entrò nell'aviazione, completò il corso di osservatore d'aeroplano a Wiener Neustadt a settembre ed in ottobre andò sul fronte russo nella Flik 10. All'inizio del 1916 fu trasferito alla Flik 20.
Il 31 maggio 1916, ottiene la sua prima vittoria a Klevany nel Distretto di Rivne colpendo un Farman russo a due posti. Il 3 luglio, nella zona di Szofjevka, fu impegnato con un altro Farman, ma la sua mitragliatrice si bloccò; Nachod sparò allora con il suo fucile e, dopo un fortunato colpo, il velivolo russo fece un atterraggio forzato. Il 20 settembre, accanto al pilota Minula Gyula, costrinse ad atterrare un altro aereo russo sconosciuto. Il 5 gennaio 1917 a Luc'k abbatté un Nieuport ed un biposto Farman, ottenendo così il quarto e il quinto successo. Nell'estate del 1917 fu trasferito sul fronte italiano dove imparò a pilotare un aereo ottenendo la qualifica di pilota militare.
Il 9 maggio 1918, su un velivolo Hansa-Brandenburg C.I mentre stava effettuando un atterraggio notturno si schiantò, risultando gravemente ferito e morì due giorni dopo all'ospedale.